# Saison 1981 de la NFL
Navigation
Édition précédente Édition suivante
La saison 1981 de la NFL est la 62e saison de la National Football League. Elle voit le sacre des San Francisco 49ers à l'occasion du Super Bowl XVI.

## Classement général
| Qualifié en play-offs |

| AFC Est              |      |      |      |        |          |            |
| Franchise            | Vic. | Déf. | Nuls | % vic. | Pts pour | Pts contre |
| Miami Dolphins       | 11   | 4    | 1    | .719   | 345      | 275        |
| New York Jets        | 10   | 5    | 1    | .656   | 355      | 287        |
| Buffalo Bills        | 10   | 6    | 0    | .625   | 311      | 276        |
| Baltimore Colts      | 2    | 14   | 0    | .125   | 259      | 533        |
| New England Patriots | 2    | 14   | 0    | .125   | 322      | 370        |
| AFC Central          |      |      |      |        |          |            |
| Franchise            | Vic. | Déf. | Nuls | % vic. | Pts pour | Pts contre |
| Cincinnati Bengals   | 12   | 4    | 0    | .750   | 421      | 304        |
| Pittsburgh Steelers  | 8    | 8    | 0    | .500   | 356      | 297        |
| Houston Oilers       | 7    | 9    | 0    | .438   | 281      | 355        |
| Cleveland Browns     | 5    | 11   | 0    | .313   | 276      | 375        |
| AFC Ouest            |      |      |      |        |          |            |
| Franchise            | Vic. | Déf. | Nuls | % vic. | Pts pour | Pts contre |
| San Diego Chargers   | 10   | 6    | 0    | .625   | 478      | 390        |
| Denver Broncos       | 10   | 6    | 0    | .625   | 321      | 289        |
| Kansas City Chiefs   | 9    | 7    | 0    | .563   | 343      | 290        |
| Oakland Raiders      | 7    | 9    | 0    | .438   | 273      | 343        |
| Seattle Seahawks     | 6    | 10   | 0    | .375   | 322      | 388        |

| NFC Est             |      |      |      |        |          |            |
| Franchise           | Vic. | Déf. | Nuls | % vic. | Pts pour | Pts contre |
| Dallas Cowboys      | 12   | 4    | 0    | .750   | 367      | 277        |
| Philadelphia Eagles | 10   | 6    | 0    | .625   | 368      | 221        |
| New York Giants     | 9    | 7    | 0    | .563   | 295      | 257        |
| Washington Redskins | 8    | 8    | 0    | .500   | 347      | 349        |
| St. Louis Cardinals | 7    | 9    | 0    | .438   | 315      | 408        |
| NFC Central         |      |      |      |        |          |            |
| Franchise           | Vic. | Déf. | Nuls | % vic. | Pts pour | Pts contre |
| Tampa Bay Buccs     | 9    | 7    | 0    | .563   | 315      | 268        |
| Detroit Lions       | 8    | 8    | 0    | .500   | 397      | 322        |
| Green Bay Packers   | 8    | 8    | 0    | .500   | 324      | 361        |
| Minnesota Vikings   | 7    | 9    | 0    | .438   | 325      | 369        |
| Chicago Bears       | 6    | 10   | 0    | .375   | 253      | 324        |
| NFC Ouest           |      |      |      |        |          |            |
| Franchise           | Vic. | Déf. | Nuls | % vic. | Pts pour | Pts contre |
| San Francisco 49ers | 13   | 3    | 0    | .813   | 357      | 250        |
| Atlanta Falcons     | 7    | 9    | 0    | .438   | 426      | 355        |
| Los Angeles Rams    | 6    | 10   | 0    | .375   | 303      | 351        |
| New Orleans Saints  | 4    | 12   | 0    | .250   | 207      | 378        |

- Baltimore termine devant New England en AFC East en raison des résultats enregistrés en confrontation directe (2-0).
- San Diego termine devant Denver en AFC West en raison des résultats enregistrés en division (6-2 contre 5-3).
- Buffalo gagne la seconde Wild Card de l'AFC sur Denver en raison des résultats enregistrés en confrontation directe (1-0).
- Detroit termine devant Green Bay en NFC Central en raison des résultats enregistrés face aux adversaires communs (5-5 contre 4-6).

## Play-offs
Les équipes évoluant à domicile sont nommées en premier. Les vainqueurs sont en gras

### AFC
- Wild Card : 
  - 27 décembre 1981 : New York Jets 27-31 Buffalo
- Premier tour : 
  - 2 janvier 1982 :  Miami 38-41 San Diego, après prolongation
  - 3 janvier 1982 : Cincinnati 28-21 Buffalo
- Finale AFC : 
  - 10 janvier 1982 : Cincinnati 27-7 San Diego

### NFC
- Wild Card : 
  - 27 décembre 1981 : Philadelphie 21-27 New York Giants
- Premier tour : 
  - 2 janvier 1982 : Dallas 38-0 Tampa Bay
  - 3 janvier 1982 : San Francisco 38-24 New York Giants
- Finale NFC : 
  - 10 janvier 1982 : San Francisco 28-27 Dallas

### Super Bowl XVI
- 24 janvier 1982 : San Francisco (NFC) 26-21 Cincinnati (AFC), au Pontiac Silverdome de Pontiac